# Igors Tarasovs
Igors Tarasovs (ur. 16 października 1988 w Rydze) – łotewski piłkarz grający na pozycji pomocnika w Jagiellonia II Białystok, oraz reprezentant Łotwy, w kadrze zadebiutował w 2010.
Wcześniej występował w łotewskich klubach JFK Olimps, Skonto FC, FK Ventspils, w azerskim Simurqu Zaqatala, w białoruskim Niemenie Grodno, w polskiej Jagiellonii Białystok oraz w tureckim Giresunsporze.

## Kariera klubowa
27 listopada 2014 Igors Tarasovs został zawodnikiem Jagiellonii Białystok, z którą związał się rocznym kontraktem. Umowa została podpisana z opcją przedłużenia o następne dwa lata.

## Kariera reprezentacyjna
Tarasovs w reprezentacji Łotwy rozegrał siedem spotkań, w tym sześć uznawanych przez FIFA za oficjalne.

## Sukcesy

### Drużynowe

#### FK Ventspils
- Mistrzostwo Łotwy (1): 2013
- Puchar Łotwy (1): 2013

#### Skonto FC
- Mistrzostwo Łotwy (1): 2010
- Puchar Łotwy (1): 201